# Richard Outterside
Richard J. Outterside (* 1962 in Thurrock, Essex) ist ein englischer Badmintonspieler. 

## Karriere
Richard Outterside gewann nach einem nationalen Juniorentitel 1980 sechs Jahre später Gold bei den Commonwealth Games mit dem englischen Team. 1988 siegte er bei den Welsh International im Herrendoppel, 1992 bei den Gibraltar International.

## Sportliche Erfolge
| Saison | Veranstaltung                             | Disziplin    | Platz | Name                               |
| ------ | ----------------------------------------- | ------------ | ----- | ---------------------------------- |
| 1980   | England: Einzelmeisterschaft der Junioren | Herrendoppel | 1     | Richard Outterside / N. S. Sargent |
| 1985   | Poona Open                                | Mixed        | 1     | Richard Outterside / Wendy Poulton |
| 1986   | Commonwealth Games                        | Team         | 1     | England                            |
| 1988   | Welsh International                       | Herrendoppel | 1     | Richard Outterside / Mike Brown    |
| 1992   | Gibraltar International                   | Herrendoppel | 1     | Richard Outterside / Russell Hogg  |